# Heilig Hart van Jezuskerk (Hoensbroek)
De Heilig Hart van Jezuskerk is een voormalige parochiekerk in de Hoensbroekse wijk Mariarade, gelegen aan Hommerterweg 169. Ten zuiden van de kerk staat de Lourdesgrot van Mariarade.

## Geschiedenis
De wijk Mariarade werd gesticht in de buurtschap Kouvenrade als gevolg van de oprichting van Staatsmijn Emma. Er verschenen mijnwerkerskolonies en in 1915 werd door de broeders Minderbroeders-conventuelen een klein klooster gebouwd, met daarbij een kleine zaalkerk. De kolonie kreeg de naam Kloosterkolonie. In 1929 werd door de minderbroeders een Lourdesgrot gebouwd en deze groeide spoedig uit tot een bedevaartsoord. Zo ontstond de naam Mariarade.
In 1947 werd te Mariarade een rectoraat opgericht. Een definitieve kerk werd gebouwd in 1961-1962, en architect was Harry Koene. In 1964 kwam een nieuw klooster gereed aan het Emmaplein, waarop de oude kerk en het oude klooster werden gesloopt.
In de jaren '90 van de 20e eeuw werd het aantal zitplaatsen verminderd, en in 2015 werd de kerk onttrokken aan de eredienst.

## Gebouw
Het betreft een bakstenen zaalkerk op rechthoekige plattegrond onder lessenaardak, voorzien van een bijgebouw (sacristie) en een hoge en slanke losstaande klokkentoren, eveneens in baksteen. In de kerk zijn vier grote (80 m2 elk) vensters waarvoor glas-appliquétechniek is toegepast. Deze werden ontworpen door Eugène Quanjel. Ze tonen Franciscaanse thema's. Naar het zuiden gericht is het zonneliedvenster. Ook is er een venster dat Antonius van Padua's preek voor de vissen verbeeldt.